# Nhện lưới phễu
Nhện lưới phễu (Danh pháp khoa học: Atrax sutherlandi) là một loài nhện trong họ Hexathelidae ở Úc, chúng sống trong hang nhỏ ở New South Wales.

## Đặc điểm
Loài nhện có răng nanh đỏ như máu, thông thường, nhện lưới phễu có màu đen bóng, phần dưới bụng màu nâu đậm hoặc mận, chúng có vẻ ngoài thật đáng sợ. Dù chỉ dài khoảng 5 cm thôi nhưng những cặp chân dài, đen cùng cặp răng nanh đỏ rực. Tuy nhiên, có cá thể nhện được phát hiện có phần bụng màu đỏ như máu cùng cặp răng nanh vô cùng đáng sợ. 

## Tập tính
Nhện lưới phễu chuyên dệt những tấm lưới hình phễu mỏng manh nhưng lợi hại để bắt mồi. Khi con mồi mắc vào lưới, cá thể nhện này dường như ngay lập tức lao tới và kéo con mồi vào hang, không cho chúng có cơ hội chạy trốn. Dù có khả năng bắt dính mồi nhưng nhện lại có sở thích sống đơn độc trong hang tối. Sống ở môi trường tối hoàn toàn nên thị lực nhện khá kém. Hầu như chỉ có cá thể nhện đực mới ra khỏi hang đi kiếm bạn tình, còn nhện cái lại thích thu mình trong hang.